# Pingstförsamlingen på Kimitoön
Pingstförsamlingen på Kimitoön (Tabor Kimito) är en pingstförsamling i Kimitoön i Egentliga Finland i Finland. Församlingen grundades midsommarafton 1922. År 1936 invigdes bönehuset Tabor. Thyra Lindholm köpte tomten och lät uppföra bönehuset. År 1949 övergick Tabor i församlingens ägo.
Sionsförsamlingen i Dragsfjärd förenades med Taborförsamlingen 1945 och man ändrade då namnet till Pingstförsamlingen på Kimitoön.

## Föreståndare
- Juho Salonen
- Henning Lundgren
- Carl-Gösta Jansson-Byrstam
- Fingal Rudstam
- Lars Koskinen
- Emil Dahl
- Viking Eriksson
- Harry Blomberg
- Håkan Nitovuori
- Robert Kanto
- Ulf Majabacka